# 博洛特尼齊亞 (塔拉拉伊夫卡區)
50°48′46″N 32°56′4″E / 50.81278°N 32.93444°E
博洛特尼察（烏克蘭語：Болотниця）是位於烏克蘭北部切爾尼希夫州裏普里盧基區的村莊，處於雷索希爾河畔，始建於1629年，面積2.94平方公里，海拔高度160米，2001年人口586。